# 和邇駅 (江若鉄道)
和邇駅（わにえき）は、かつて滋賀県滋賀郡志賀町大字高城（現在の大津市和邇高城）にあった江若鉄道の駅（廃駅）。

## 歴史
和邇駅は1924年（大正13年）、江若鉄道が堅田駅から和邇駅まで延伸開通したのに合わせて開業した。2年後の1926年（大正15年）には和邇から先、近江木戸駅までの区間が開通する。江若鉄道の当初の路線計画では、浜大津から福井県の三宅に至る本線のほかに、当駅から分岐して途中越をトンネルで抜け、京都府の大原・八瀬を経て二条駅に至る支線を敷設する計画が存在した。この計画は改正鉄道敷設表別表第77号「滋賀県浜大津ヨリ高城ヲ経テ福井県三宅ニ至ル鉄道 及高城ヨリ分岐シテ京都府二条ニ至ル鉄道」の後段に相当する。しかしこの支線については資金や技術面での裏付けがあったわけでもなく、鉄道敷設の免許申請をするも本線の開業に注力すべきとして却下され、未成に終わっている。
江若鉄道は1969年（昭和44年）10月31日をもって営業を終了し、当駅も翌11月1日に廃止された。

### 年表
- 1924年（大正13年）
  - 4月1日：堅田駅から当駅までの延伸開通に伴い、滋賀郡和邇村に開業[7][8]。
  - 8月：和邇から二条へ至る路線の免許申請が却下される[5]。
- 1926年（大正15年）4月11日：当駅から近江木戸駅まで延伸[7][9]。
- 1969年（昭和44年）11月1日：駅廃止[7]。

## 駅構造
和邇駅は列車交換が可能な交換駅。ホームは2面あり、2本の線路の間にホームが1面配される島式ホームを有した。旅客と貨物を扱うことができた一般駅であり、駅には側線が引かれていた。
駅に設置されていた駅名標では、駅名が「和迩」と略字で表記されていた。
| ← 浜大津 方面 | 和邇駅 配線略図 | → 近江今津 方面 |
| 凡例 出典:    |                 |                 |

## 利用状況
開業から数年間の年間乗降客数・貨物取扱量の状況は以下の通り。
| 年間の旅客および貨物の取扱量 | 年間の旅客および貨物の取扱量 | 年間の旅客および貨物の取扱量 | 年間の旅客および貨物の取扱量 | 年間の旅客および貨物の取扱量 | 年間の旅客および貨物の取扱量 |
| 年                           | 旅客                         | 旅客                         | 貨物                         | 貨物                         | 出典                         |
| 年                           | 乗車                         | 降車                         | 発送                         | 到着                         | 出典                         |
| ---------------------------- | ---------------------------- | ---------------------------- | ---------------------------- | ---------------------------- | ---------------------------- |
| 1924年                       | 33,294人                     | 26,228人                     | 163トン                      | 75トン                       | [ 15 ]                       |
| 1931年                       | 46,662人                     | 47,603人                     | 784トン                      | 1,187トン                    | [ 16 ]                       |
| 1934年                       | 41,274人                     | 42,276人                     | 603トン                      | 1,075トン                    | [ 17 ]                       |
| 1935年                       | 42,461人                     | 43,432人                     | 539トン                      | 1,092トン                    | [ 18 ]                       |
| 1936年                       | 48,390人                     | 49,554人                     | 519トン                      | 1,337トン                    | [ 19 ]                       |

## 駅周辺
琵琶湖の和邇浜水泳場が近い。集落も多くあり、浜大津駅から当駅までの区間列車が設定されていたこともある。
駅があった場所は江若鉄道の廃線後に開業した湖西線和邇駅の西寄りにあたる。跡地は長らく空き地のままであったが、平成期に入ってから住宅地に変わった。その北側を流れる喜撰川には江若鉄道の鉄道橋（喜撰川橋梁）の跡があり、橋台が草に埋もれながらも残されている。

## 隣の駅
江若鉄道
江若鉄道線
真野駅 - 和邇駅 - 蓬萊駅